# Sphaeralcea leptophylla
Sphaeralcea leptophylla är en malvaväxtart som först beskrevs av Samuel Frederick Gray, och fick sitt nu gällande namn av Per Axel Rydberg. Sphaeralcea leptophylla ingår i släktet klotmalvor, och familjen malvaväxter. Inga underarter finns listade i Catalogue of Life.

## Bildgalleri

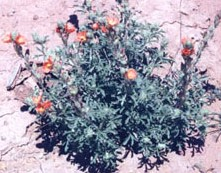